# Сингх, Балкришан
Балкришан Сингх (англ. Balkrishan Singh, 10 марта 1933, Патиала, Британская Индия — 31 декабря 2004, Патиала, Индия) — индийский хоккеист (хоккей на траве), защитник. Олимпийский чемпион 1956 года, серебряный призёр летних Олимпийских игр 1960 года. Единственный индийский хоккейный тренер, который выиграл олимпийское золото ещё и в качестве игрока.

## Биография
Балкришан Сингх родился 10 марта 1933 года в индийском городе Патиала.
Учился в Лахоре в колледже, затем в Пенджабском университете.
Занимался хоккеем на траве и лёгкой атлетикой. Играл за команду университета в 1950—1954 годах. Впоследствии играл за команду Индийских железных дорог, с которой стал двукратным чемпионом страны в 1963 и 1964 годах.
Дебютировал в составе сборной Индии по хоккею на траве в рамках V Всемирного фестиваля молодёжи и студентов в Варшаве.
В 1956 году вошёл в состав сборной Индии по хоккею на траве на Олимпийских играх в Мельбурне и завоевал золотую медаль. Играл на позиции защитника, провёл 2 матча, мячей не забивал.
В 1960 году вошёл в состав сборной Индии по хоккею на траве на Олимпийских играх в Риме и завоевал серебряную медаль. В матчах не участвовал.
В 1958 году в составе сборной Индии выиграл серебро летних Азиатских игр в Токио.
По окончании игровой карьеры стал тренером. Учился в Национальном институте спорта в Патиале, где преподавал легендарный нападающий Дхиан Чанд.
В течение карьеры проповедовал концепцию тотального хоккея, который предполагал участие всех игроков как в атаке, так и в нападении. Использовал схему расстановки хоккеистов 4-4-2-1.
В 1965 году возглавил женскую сборную Австралии. В Австралии передавал опыт местным тренерам.
Тренировал сборную Индии в 1968 году на летних Олимпийских играх в Мехико (3-е место), в 1973 году на чемпионате мира в Амстердаме (2-е место), в 1974 году на летних Азиатских играх в Тегеране (2-е место).
В 1980 году, тренируя сборную Индии на летних Олимпийских играх в Москве, после 16-летнего перерыва завоевал золото хоккейного турнира. Стал единственным индийцем, выигравшим олимпийское хоккейное золото и как игрок, и как тренер.
В 1982 году с женской сборной Индии выиграл летние Азиатские игры в Нью-Дели.
В 1991 году вновь возглавил мужскую сборную Индии на отборочном олимпийском турнире в Окленде. Несмотря на впечатляющие результаты перед Играми, индийцы в 1992 году выступили на летних Олимпийских играх в Барселоне неудачно, заняв только 7-е место.
Под руководством Сингха мужская сборная Индии выиграла 29 из 45 матчей, 7 раз сыграла вничью, 9 матчей проиграла.
Был директором Национального института спорта, который покинул в 1992 году.
Умер 31 декабря 2004 года в Патиале.

## Семья
Отец Балкришана Сингха Далип Сингх (1899—?) был бригадным генералом. В 1924 и 1928 годах в составе сборной Индии выступал на летних Олимпийских играх в Париже и Амстердаме в прыжках в длину. Его личный рекорд — 6,64 метра.
Был женат. Воспитал трёх дочерей, одна из которых перебралась в Новую Зеландию.